# So viele Träume
Pour plus de détails, voir Fiche technique et Distribution.
So viele Träume est un film est-allemand réalisé par Heiner Carow, sorti en 1986.

## Fiche technique
- Titre : So viele Träume
- Réalisation : Heiner Carow
- Scénario : Heiner Carow et Wolfram Witt d'après le texte d'Imma Lüning
- Musique : Stefan Carow
- Photographie : Peter Ziesche
- Montage : Evelyn Carow
- Société de production : Deutsche Film
- Pays :  Allemagne de l'Est
- Genre : Drame
- Durée : 85 minutes
- Dates de sortie : 
  -  Allemagne de l'Est : 16 septembre 1986

## Distribution
- Jutta Wachowiak : Christine
- Dagmar Manzel : Claudia
- Peter-René Lüdicke : Ludwig
- Heiko Hehlmann : Gunnar
- Gudrun Okras : la mère de Christine
- Heinz Hupfer : le père de Christine
- Thomas Hinrich : Hinrich
- Christine Harbort : la mère de James
- Dieter Okras : James
- Christian Grashof : le professeur Kühne

## Distinctions
Le film a été présenté en sélection officielle en compétition lors de Berlinale 1987.